# (1162) Larissa
(1162) Larissa – planetoida należąca do zewnętrznej części pasa głównego asteroid okrążająca Słońce w ciągu 7 lat i 293 dni w średniej odległości 3,93 au. Została odkryta 5 stycznia 1930 roku w Landessternwarte Heidelberg-Königstuhl w Heidelbergu przez Karla Reinmutha. Nazwa planetoidy pochodzi od greckiego miasta Larisa. Przed nadaniem nazwy planetoida nosiła oznaczenie tymczasowe (1162) 1930 AC. (1162) Larissa należy do planetoid z rodziny Hilda, poruszających się po zbliżonych orbitach i pozostających w rezonansie 3:2 z Jowiszem.